# ویتلوف بی
ویتلوف بی (به انگلیسی: Witloof Bay) گروه موسیقی بلژیکی است.
آن ها در مسابقه آواز یوروویژن ۲۰۱۱ نماینده بلژیک بودند.